# ایوب دانشور
 ایوب دانشور قربانی (زاده ۱۲ بهمن ۱۳۳۶- اردبیل) مدیر فیلم‌برداری، نویسنده و تهیه‌کننده سینما و تلویزیون ایران و همچنین مدیر ارشد در حوزه رسانه،روابط عمومی و مراکز تجاری است.
وی در سال ۱۳۵۵ وارد مدرسه عالی تلویزیون (دانشکده صدا و سیما) گردیده و در رشته تولید در سال ۱۳۵۷ فارغ‌التحصیل گردیده و هم‌زمان به استخدام تلویزیون ملّی ایران (صدا و سیمای جمهوری اسلامی ایران) درآمده است. همچنین در سال ۱۳۶۴ از دانشگاه تبریز در رشته تاریخ در مقطع لیسانس فارغ‌التحصیل گردیده و در همان سال مسؤلیت راه‌اندازی و مدیریت انجمن سینمای جوان اردبیل را برعهده گرفت.
وی در طول سال‌های ۲۰۱۱ تا ۲۰۱۴ مسؤلیت تهیه کننده ارشد و مدیریت برنامه‌های شبکه ANS جمهوری آذربایجان را برعهده داشته و طی این مدت موفق به اخذ مدرک دکتری در مدیریت رسانه از دانشگاه دولتی باکو و همچنین دکتری افتخاری از دانشگاه شرق نزدیک قبرس گردیده است.ایشان درطول سال های ۱۳۹۴ لغایت ۱۳۹۸ در مراکز تجاری همچون لاله پارک تبریز،البرز بل سنتر کرج،اکسین شمال،سون سنتر،مجتمع های اکومال و هارمونیک و مجتمع فروشا کرج و شرکت فروشگاه های زنجیره ایی رفاه در حوزه های مدیریتی یا مشاوره ایی فعالیت داشته‌ است.

## نویسنده
- آرزوها (۱۳۸۳)
- پاییز رنگین (۱۳۸۴)
- خزر، نفت، افق‌های آینده (۱۳۸۴)

## مدیر فیلم‌برداری / تصویربرداری
- سریال روزگار وصل
- سریال شهریار سخن
- سریال اسطرلاب عشق
- سریال مستند-داستانی سفر به ایران

## تهیه‌کننده

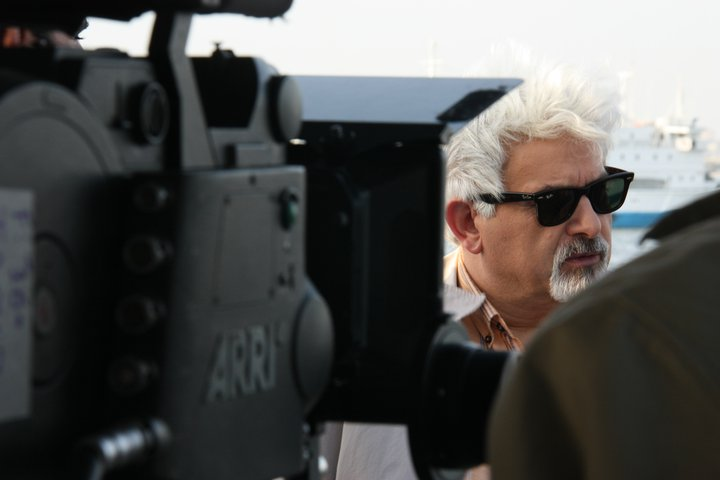
پشت صحنه فیلم برداری زمان معکوس-باکو

- آرزوها (۱۳۸۳)[۱]
- پاییز رنگین (۱۳۸۴)
- سریال قاب‌های خالی ۱۳۸۵[۲]
- زمان معکوس (۱۳۸۹)[۳]

## آثار مستند
- مسند عنبران (۱۳۷۰)
- مستند اوخ،گراز دریایی (۱۳۸۲)
- در سواحل خزر (۱۳۸۳)
- شهر زیر آب (۲۰۱۳)
- معرفی پتانسیل های سرمایه گذاری جزیره کیش به سفارش سازمان منطقه آزاد کیش (۱۳۸۴)
- مشاور تبلیغاتی شرکت رضاداد (با نشان تجاری مای بی بی) (۱۳۸۴-۱۳۸۲)
- مشاور تبلیغاتی شرکت سرمه (با نشان تجاری ساویز) (۱۳۸۴)
- مشاور تبلیغاتی شرکت آرپانوش (با نشان تجاری ایستک) (۱۳۸۶-۱۳۸۴)
- تهیه و تولید بیش از ۵۰ عنوان تیزر تبلیغاتی در طول سال های ۱۳۸۰ لغایت ۱۳۸۵ همچون تیزرهای تبلیغاتی بانک سپه،بانک صادرات و پست بانک،ساویز،ایستک،مای بی بی،هتل داریوش کیش و دلفیناریوم کیش،محصولات گروه آتوسا،آموزشگاه بعثت،لوازم خانگی وست پوینت و دلونگی،گروه تولیدی فوما،زرماکارون،چای نمونه،گروه فان تایم،گروه صنعتی تسنیم نوش،بازار کامپیوتر رضا،پاساژ پایتخت و ...
- تهیه و تولید آثار مستند صنعتی و تبلیغاتی همچون تولید مستند صنعتی فولاد مبارکه اصفهان،لوله و نورد اهواز،شرکت ملی حفاری ایران،پالایشگاه های بندرعباس و کرمانشاه،گروه صنعتی آتاماشین،مرکز تحقیقات سایپا، متروی تهران و ...

## پشتیبانی تولید / مشاور تهیه کننده

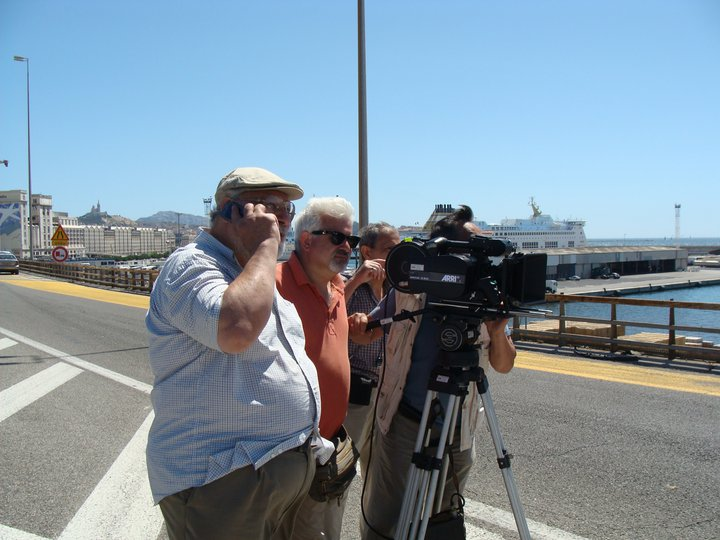
پشت صحنه فیلم برداری فیلم کابوس-فرانسه

- کابوس (۲۰۱۱)
- مجری (۲۰۱۱)
- استانبول ریسی (۲۰۱۲)
- قلعه (۲۰۱۲)
- خوجا (۲۰۱۳)
- آقابیفلار (۲۰۱۴)

## جوایز

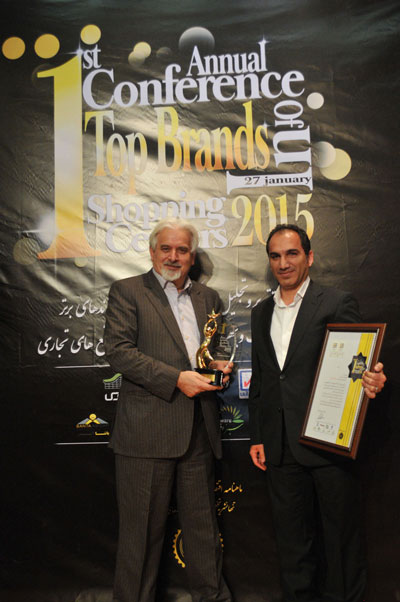
دریافت لوح تقدیر اولین ها و برترین ها در مراسم اسکار مراکز تجاری در تهران

- تجلیل از فعالیت‌ها در اولین هفته فیلم و عکس اردبیل<ref>«برگزیدگان هفتمین هفته فیلم و عکس سینمای جوان اردبیل».</ref>
- تجلیل از فعالیت‌ها در اولین همایش برندهای برتر مراکز خرید و مجتمع‌های تجاری[۴]
- دیپلم افتخار برای فعالیت های حرفه ای از شبکه ANS آذربایجان
- لوح سپاس برای تولید فیلم سینمایی خوجا از دانشگاه کار،فرهنگ و اقتصاد آذربایجان در قبرس
- دیپلم افتخار از دانشگاه شرق نزدیک قبرس برای تولید فیلم خوجا
- لوح تقدیر و تندیس برای بهترین تصویربرداری مستند از جشنواره تولیدات برون مرزی صداوسیمای جمهوری اسلامی ایران برای مستند سفربه ایران
- لوح تقدیر سومین هفته فیلم و عکس سینمای جوان اردبیل
- لوح سپاس و تقدیر برای یک عمر فعالیت هنری از نخستین همایش سینماگران استان اردبیل
- دکتری افتخاری و تقدیرنامه از دانشگاه شرق نزدیک قبرس برای فعالیت های فرهنگی
- لوح سپاس برای فعالیت های بخش روابط عمومی مجتمع لاله پارک تبریز از اولین همایش مراکز تجاری کشور
- تجلیل از فعالیت‌ها در بخش مدیریت مراکز تجاری در دومین همایش برندهای برتر مراکز تجاری توسط گروه تجارت طلایی
- تقدیرنامه از مسؤلان برگزاری مسابقات ترک ویژن برای همکاری در راه انندازی و اشتراک در مسابقات
- لوح سپاس از جشنواره فیلم شرق-غرب جمهوری آذربایجان
- لوح سپاس برای همکاری در برگزاری دومین همایش صنعت گردشگری در تبریز